# Berthold König
Berthold König (geboren 21. Juni 1875 in Wien, Österreich-Ungarn; gestorben 25. November 1954 in New York City, New York, Vereinigte Staaten) war ein österreichischer Politiker.

## Leben
Berthold König studierte nach dem Erlangen der Matura an der Universität Wien zehn Semester Medizin, machte jedoch nie den Abschluss. Stattdessen trat er 1899 in den Staatsdienst ein, arbeitete bei der Eisenbahn, und wurde 1913 Mitglied in der Eisenbahndirektion. Schon früh engagierte sich König auch gewerkschaftlich, so dass er 1928 Zentralsekretär der Eisenbahnergewerkschaft wurde. 1931 erfolgte seine Wahl ins Präsidium des Bundes der freien Gewerkschaften Österreichs, des Vorläufers des heutigen Österreichischen Gewerkschaftsbundes.
König wurde am 29. April 1931 Abgeordneter der Sozialdemokratischen Partei Österreichs zum Nationalrat, dem er nur eine Legislaturperiode, bis zum 17. Februar 1934, angehörte (der IV. Gesetzgebungsperiode). König war es auch, der 1933 den als „Hirtenberger Waffenaffäre“ bekannt gewordenen Waffenschmuggel aufdeckte. Im Rahmen dieser Aktion sollten ursprünglich Waffen aus Italien über Österreich nach Ungarn geliefert werden. Allerdings wurde ein Teil der Lieferung, darunter 84.000 Gewehre, abgezweigt und der Österreichischen Heimwehr zur Verfügung gestellt. Zuletzt wurde König im Jahr 1933 SPÖ-Bezirksobmann von Wien-Leopoldstadt.
1934 musste König auf Grund der Gefahr durch den Austrofaschismus aus Österreich nach Brünn ins heutige Tschechien fliehen, wo er noch Kontakt zu den illegal in Österreich operierenden Sozialdemokraten hielt. Als im März 1939 das so genannte Protektorat Böhmen und Mähren durch Hitlers Truppen annektiert wurde, floh König über Schweden und Neuseeland in die Vereinigten Staaten. Zunächst lebte er einige Zeit in Kalifornien, wo er Mitglied einer sozialistischen Emigrantengruppe wurde. 1942 folgte Königs Umzug nach New York, wo er Mitglied im Austrian Labor Committee wurde.
Nach Ende des Krieges blieb König in den USA, wo er acht Jahre später, im Alter von 79 Jahren, starb.